# Шопень
Шупень, шопень, шопеньє, шюпінис — українська, білоруська та литовська страва з квасолі та картоплі. Також до страви дають підливу з грибів чи м'яса.

## Етимологія
На думку дослідників має литовське коріння. Корінь šiup перекладається як «трішки», тобто «трохи того, трохи цього». Суфікс -ienė, який вказує на жіночий рід, суто литовський, також дуже поширений на північному заході сучасної Білорусі. До речі, більшість сучасних литовців називає цю страву словом з чоловічим суфіксом — šiupinys (шюпінис). Принаймні, так було прийнято в Жемайтії.

## Історія
Ймовірно має походження з часів XV ст., коли литовські, білоруські та українські землі входили до складу великого князівства Литовського, Жемайтського та Руського. Було одним з улюблених страв жемайтів, які зазвичай готували його на хрестини та весілля. Якщо хвіст стояв, це слугувало знаком готовності дівчини прийняти сватання, в той час як хвіст, який лежав на поверхні горизонтально, означав відмову.
За часів Першого Речі Посполитої поширився у Малій Польщі (називався spółka dziadowska — сполька дзядовська), але до XX ст. вийшло там з вживання. В Україні шупеня залишилася лише на Гуцульщини. Сьогодні популярний в Литві на Різдво. В районі Клайпеди його вживають з кавою або пивом.

## Приготування

### Український варіант
- картопля молода 1-1,5 кг
- квасоля 1-2 склянки
- кукурудзяна круп 50 г
- цибуля ріпчаста 1 шт.
- смалець 3-4 ст.ложки
- сметана 0,5 склянки
- кріп
- сіль
- перець чорний мелений

Картоплю почистити, помити і відварити до готовності, так само відварити квасолю і зняти шкірку. Зварити кукурудзяну крупу. Цибулю дрібно порізати і спасерувати до золотистого кольору. Додати до цибулі сметану та протушкувати. Розім'яти гарячі картоплю, квасолю і цибулю в пюре, змішати з кашею з кукурудзи, додати кріп і мелений перець. Подавати з малосольними огірками і з м'ясом, зокрема з душениною.

### Білоруський варіант
З поширення картоплі в Європі в Білорусі вона замінила крупу.
- 1 — 1,5 кг молодої картоплі,
- 1 — 2 склянки молодих бобів
- 1 велика цибулина,
- 3 — 4 столові ложки олії
- 0,5 склянки сметани,
- кріп,
- сіль, мелений чорний перець.

Картоплю почистити, помити й відварити до готовності, так само відварити боби і зняти з них шкірку. Цибулю дрібно порізати і спасерувати до золотистого кольору. До цибулі додати сметану і прогріти. Розім'яти гарячі картоплю, боби й цибулю в пюре, додати кріп і мелений перець. Подавати можна зі свіжими й соленими овочами та м'ясом.

### Литовський варіант
Спочатку являло собою рагу або рясний суп з ячної каші, бобових (гороху, квасолі), свинячих шкварок (рідше м'яса), її своєрідною прикрасою служив свинячий хвіст. Для цього його готують дуже густим, щоб хвіст стояв в ньому.
- 100 г жирної свинини або ковбаси
- ½ цибулі ріпчастої дрібним кубиком
- 50 г ячної крупи
- 50 г гороху
- 50 г квасолі
- 2 картоплини (натерти на бійку і трохи віджати)
- бульйон м'ясний або овочевий
- яйце

Свинину і цибулю обсмажити, додати крупу, горох, квасоля (бобові попередньо замочити в холодній воді на 6-8 годин), залити бульйоном і тушкувати до готовності м'ясопродуктів. Потім їх вийняти і, помішуючи, ввести тертий картопля. Варити, помішуючи, до готовності (щоб перестав відчуватися крохмаль).
Подавати з солоними огірками, хлібом, зеленню, грибами, сметаною і яйцем «в мішечку».